# Teodozjusz (Waszczinski)
Teodozjusz, ros. Феодосий – Fieodosij, imię świeckie: Dmitrij Wasiljewicz Waszczinski, ros. Димитрий Васильевич Ващинский (ur. 2 maja?/14 maja 1876 lub 3 maja?/15 maja 1876 w Kitaju, zm. 22 października 1937 w Komsomolsku nad Amurem) – rosyjski biskup prawosławny.

## Życiorys
Był synem nauczyciela, który w późniejszych latach został kapłanem prawosławnym. Miał siostry Piełagiję i Jelenę. Wychowany w duchu głęboko religijnym, wstąpił do seminarium duchownego w Połtawie, a po jego ukończeniu i zawarciu związku małżeńskiego został wyświęcony na kapłana. Służył w różnych parafiach w eparchii połtawskiej, skąd też pochodził. Miał jedną córkę Mariję. W 1910 jego żona nieoczekiwanie zmarła.  Dwa lata później duchowny rozdał cały majątek ubogim, po czym wyjechał do Kazania, na studia w tamtejszej Akademii Duchownej. Po ich ukończeniu w 1916 r. został skierowany do pracy w seminarium duchownym w Czernihowie jako wykładowca przedmiotów teologicznych. Od września 1918 do stycznia 1919 był natomiast nadzorcą niższej szkoły duchownej w Czernihowie; pracę tę zakończył, gdy po wkroczeniu Armii Czerwonej do miasta zlikwidowane zostały wszystkie religijne szkoły. W kolejnych latach służył w cerkwi w Beresoczu (powiat nieżyński; 1919–1922), cerkwi św. Bazylego w Nieżynie (1922–1926). Zdecydowanie sprzeciwiał się rozwojowi Żywej Cerkwi. Był kilkakrotnie aresztowany i zwalniany.
3 sierpnia 1926 w Niżnym Nowogrodzie złożył wieczyste śluby mnisze przed zastępcą locum tenens Patriarchatu Moskiewskiego, metropolitą Sergiuszem. Dwa dni później, zgodnie z nominacją zjazdu duchowieństwa i wiernych Egzarchatu Ukraińskiego, ten sam hierarcha wyświęcił go na biskupa winnickiego, wikariusza eparchii podolskiej. O chirotonii biskupiej nie poinformowano władz świeckich. W Winnicy biskup Teodozjusz przebywał tylko dwa tygodnie, gdyż jego zdecydowana działalność wymierzona w Żywą Cerkiew sprawiła, że został przez władze radzieckie wezwany do Charkowa, a następnie zobowiązany do pozostawania w tym mieście. W październiku 1926 został aresztowany w związku ze sprawą biskupa Onufrego (Gagaluka) i skazany na trzyletnie zesłanie na Ural. W listopadzie 1926 został przewieziony do wsi Bontiug na Uralu, jednak już w 1928 został przedterminowo zwolniony.
Po odbyciu kary podjął służbę w eparchii leningradzkiej, jako jej wikariusz z tytułem biskupa łużskiego. W kwietniu 1929 został przeniesiony na katedrę mohylewską. Zwalczał Żywą Cerkiew, sprzeciwiał się również tymczasowej autokefalii Cerkwi na Białorusi, ogłoszonej w 1927 przez zjazd duchowieństwa i świeckich eparchii mińskiej na czele z biskupem bobrujskim Filaretem.
13 sierpnia 1930 został przeniesiony na katedrę stalingradzką, jednak już 5 września nominacja ta została cofnięta i hierarcha pozostał w Mohylewie. W 1933 został aresztowany na fali szczególnych prześladowań prawosławnego duchowieństwa na Białorusi radzieckiej. Już po jego uwięzieniu metropolita Sergiusz mianował go biskupem krasnodarskim i kubańskim, jednak duchowny nigdy nie dotarł do nowej eparchii. W czerwcu 1933 został skazany na pięć lat łagru za „kierowanie kontrrewolucyjną powstańczą organizacją cerkiewną”. W śledztwie nie przyznał się do winy, został natomiast obciążony zeznaniami innych przesłuchiwanych w związku z jego sprawą osób. Karę odbywał w Komsomolsku nad Amurem. W obozie utrzymywał kontakty z innymi uwięzionymi kapłanami, wśród których uzyskał znaczny autorytet. We wrześniu 1937 został aresztowany na terenie obozu, skazany na śmierć i rozstrzelany 22 października.